# البلاليون

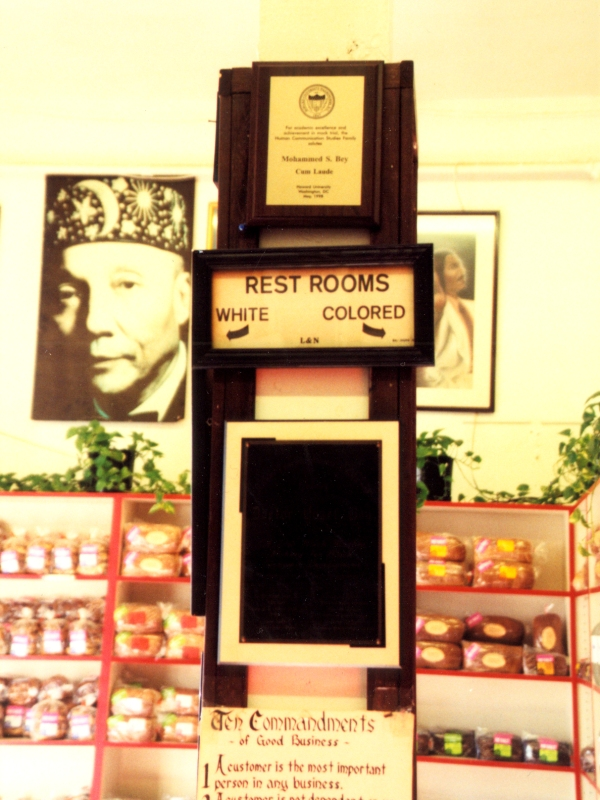
الوصف: الجزء الداخلي من مخبزك المسلم الأسود رقم 1، الذي كان يقع سابقًا في شارع سان بابلو في أوكلاند، كاليفورنيا. تمنح اللوحة الموجودة في الأعلى مرتبة الشرف لمحمد س. باي من جامعة هوارد؛ العنصر المؤطر الموجود أدناه هو نسخة طبق الأصل من علامة Jim Crow من الجنوب.

أمة الإسلام تنتسب إلى الإسلام ظاهرًا. وهي حركة ظهرت بين السود في أمريكا وقد تبنت الإسلام بمفاهيم خاصة غلبت عليها الروح العنصرية، بما فيها الاعتقاد بأن يعقوب أسود وأنه خلق البيض، وبعد وفاة رئيسها إلايجا محمد قام ابنه وارث الدين محمد بإصلاح الكثير من الاعتقادات والممارسات وإعادة الفرقة لتكون جزءا من التيار العريض للمسلمين (الإسلام السني)، مما دفع بعض أعضائها للانفصال عنها والاحتفاظ بأفكارها كفرقة سوداء، فاستقل لويس فرخان واحتفظ بتسمية أمة الإسلام، أما وارث الدين محمد الذي أدار التوجه الإصلاحي نحو الإسلام فعرفت مجموعته باسم البلاليون نسبة لجريدة «محمد يتكلم» التي أصبحت باسم «أخبار بلال».

## التأسيس وأبرز الشخصيات
- مؤسس أمة الإسلام هو والاس فرد محمد Wallace D. Fard ناشر الإسلام الأول في أميركا ظهر فجأة في ديترويت عام 1930م داعياً إلى مذهبه بين السود، وقد اختفي بصورة غامضة في يوينو 1934م.
- اليجابول Dlijah pool أو إليجا محمد 1898ـ 1975م التحق بالحركة وترقى في مناصبها حتى صار رئيساً لها وخليفة لفارد من بعده، زار السعودية عام 1959م وتجول في تركيا وأثيوبيا والسودان والباكستان يرافقه ابنه والاس محمد (وارث الدين) الذي كان يقوم بالترجمة.
- مالكوم إكس (مالك شباز): كان رئيساً للمعبد رقم 7 بنيويورك. خطيب ومفكر قام برحلة إلى الشرق العربي وحج عام 1963م، وبعد عودته تنكر لمبادئ الحركة العنصرية وخرج عليها للعودة إلى مبادئ الإسلام وشكل فرقة عرفت باسم (جماعة أهل السنة) وقد اغتيل في 21 فبراير 1965م.
- لويس فرخان Lewis Farrakhan: الذي دخل في الإسلام عام 1950م متأثرًا بمالكوم وخلف مالكم إكس على رئاسة معبد رقم 7 وهو أيضاً خطيب وكاتب ومحاضر، وكان على صلة قوية بالعقيد القذافي، يدعو إلى قيام دولة مستقلة بالسود في أمريكا ما لم يحصلوا على حقوقهم الاجتماعية والسياسية كاملة، وبعد وفاة إلايجا محمد وقيام وارث الدين برد أمة الإسلام إلى تعاليم الإسلام، انفصل عنه ليحيي حركة أمة الإسلام كما كانت فرقة عنصرية سوداء.
- والاس و.محمد، الذي تسمى باسم وارث الدين محمد ولد في ديترويت 30 أكتوبر 1933م وعمل رئيساً للحركة في معبد فيلادلفيا 1958ـ 1960م وأدى فريضة الحج عام 1967م كما تكررت زياراته للمملكة العربية السعودية. وانفصل عن الحركة وتخلى عن مبادئ والده عام 1964م لكنه عاد إليها قبيل وفاة والده بخمسة أشهر آملاً في إدخال إصلاحات على الحركة من داخلها، وأدت إصلاحاته إلى إعادة الاعتبار لأركان الإسلام وانشق لويس فرخان عنه ليستمر بوضع الحركة القديم كحركة سوداء.[3][4]

## الأفكار والمعتقدات
لا بد من ملاحظة أن أفكار هذه الحركة قد تطورت تدريجيًّا متأثرة بشخصية الزعيم الذي يدير أمورها، ولذا فإنه لا بد من تقسيم تطور الحركة إلى ثلاث فترات.

### عهد والاس د.فارد
· عرفت المنظمة منذ تأسيسها باسم «أمة الإسلام» (Nation of Islam) كما عرفت باسم آخر هو (أمة الإسلام المفقودة المكتشفة)، وبرزت أهم أهدافها فيما يلي:
- التأكيد على الدعوة إلى الحرية والمساواة والعدالة والعمل على الرقيِّ بأحوال الجماعة.
- التركيز على تفوق العنصر الأسود وأصالته والتأكيد على انتمائهم إلى الأصل الأفريقي والتهجمُّ على البيض ووصفهم بالشياطين.
- العمل على تحويل أتباعها من التوراة والإنجيل إلى القرآن مع استمرار الأخذ من الكتاب المقدس في بعض الأفكار.

أنشأ زعيمها منظمتين: واحدة للنساء أطلق عليها اسم (تدريب البنات المسلمات) (Training Muslim Girls) ويرمز لها بالرمز (G.M.T) وأخرى للرجال أسماها (ثمرة الإسلام) بغية إيجاد جيش قوي يحمي الحركة ويدعم مركزها الاجتماعي والسياسي.

### عهد اليجا محمد
أعلن إلايجا محمد أن الإله ليس شيئاً غيبياً، بل يجب أن يكون متجسداً في شخص، وهذا الشخص هو فارد الذي حل فيه الإله، وهو جدير بالدعاء والعبادة. وقد أدخل بذلك مفاهيم باطنية على فكر جماعته.
واتخذ لنفسه مقام النبوَّة، وصار يتصف بلقب رسول الله Messenger of Allah، حرّم على أتباعه القمار وشرب الخمور والتدخين والإفراط في الطعام والزنى، ومنع اختلاط المرأة برجل أجنبي عنها، وحثهم على الزواج داخل أبناء وبنات الحركة ومنعهم من ارتياد أماكن اللهو والمقاهي العامة. وكانت تعليمه تتضمن الإصرار على إعلاء العنصر الأسود واعتباره مصدراً لكل معاني الخير، مع الاستمرار في ازدراء العرق الأبيض ووصفه بالضعة والدونيَّة، ولا شك أن الاكتتاب في الحركة مقصور على السود دون البيض بشكل قطعي لا مجال لمناقشته إطلاقاً. لا يؤمن اليجا محمد إلا بما يخضع للحس، وعليه فإنه لا يؤمن بالملائكة ولا يؤمن كذلك بالبعث الجسماني إذ أن البعث لديه ليس أكثر من بعث عقلي للسود الأمريكيين. ولا يؤمن بختم الرسالة' عند النبي محمد صلى الله عليه وسلم، ويعلن أنه هو خاتم الرسل إذ ما من رسول إلا ويأتي بلسان قومه وهو أي ـ اليجا محمد ـ قد جاء نبياً يوحى إليه من قبل فارد بلسان قومه السود. ويؤمن بالكتب السماوية، لكنه يؤمن بأن كتاباً خاصاً سوف ينزل على قومه السود والذي سيكون بذلك الكتاب السماوي الأخير للبشرية. الصلاة على عهده عبارة عن قراءة للفاتحة أو آيات أخرى ودعاء مأثور مع التوجه نحو مكة واستحضار صورة فارد في الأذهان، وهي خمس مرات في اليوم. الصيام في جماعته يكون في شهر ديسمبر من كل عام عوضاً عن صوم رمضان. ويدفع كل عضو عُشْر دخله للحركة.

### عهد وارث الدين محمد
في 24 نوفمبر 1975م اختار وارث الدين اسماً جديداً للمنظمة هو (البلاليون) نسبة لبلال الحبشي مؤذن رسول الله صلى الله عليه وسلم.
- ألغى وارث الدين في 19 يونيو 1975م قانون منع البيض من الانضمام إلى الحركة وفي 25 فبراير 1976م ظهر في قاعة الاحتفالات عدد من البيض المنضمين إليهم جنباً إلى جنب مع السود.
- وضع العلم الأمريكي إلى جانب علم المنظمة بعد أن كان ذلك العلم يمثل الرجل الأبيض ذا العيون الزرقاء، الشيطان القوقازي.
- أصدر قرارًا في 29 أغسطس 1975م بضرورة صوم رمضان والاحتفال بعيد الفطر.
- وفي 14 نوفمبر 1975م تحول اسم الصحيفة من محمد يتكلم إلى بلاليان نيوز Bilalian News ثم أصبحت الجريدة الإسلامية The Muslim Journal.
- أعلن أن لقبه هو الإمام الأكبر بدلاً من رئيس الرؤساء كما أنه غير كلمة رؤساء المعابد إلى كلمة إمام وقد حصر اهتمامه بالأمور الدينية بينما وزع الأمور الأخرى على القياديين في الحركة.
- أعدّ المعابد لتكون صالحة لإقامة الصلاة.
- أصدر في 3 أكتوبر 1975م أمراً بأن تكون الصلاة على الهيئة الصحيحة المعروفة لدى المسلمين خمس مرات في اليوم.
- التأكيد على الخلق الإسلامي والأدب والذوق وحسن الهندام ولبس الحشمة بالنسبة للمرأة.
- يقوم الدعاة في الحركة بزيارة السجون لنشر الدعوة بين المساجين وقد لاحظت سلطات الأمن أن السجين الأسود الذي يعرف عنه التمرد وعدم الطاعة داخل السجن يصبح أكثر استقامة وانضباطاً بمجرد دخوله في الإسلام، ومن هنا فإن السلطات تُسَرُّ بقيام الدعاة بدعوتهم هذه بين المسجونين.
- تصحيح المفاهيم الإسلامية، التي اعتنقتها الحركة منذ أيام فارد واليجا محمد بطريقة خاطئة، ومحاولة تصويبها.
- طرأ تحسن على أفكار ومعتقدات الحركة قياساً على ما كانت عليه في عهد من سبقه. وربما لا تزال بحاجة إلى إصلاحات عقائدية وتطبيقية لتكون إسلامية تمامًا.
- اضطربت الأمور قادة الحركة وكانت محصلة هذا الاضطراب أن أعلن وارث الدين في 25 مايو 1985م حل الجماعة وترك كل شعبة من شعبها تعمل بشكل منفرد.
- قيل أن العقيد القذافي وحكام إيران قد حاولوا احتواء الحركة وتسييرها وفق عقائدهما الخاصة.
- لقد عرفت الجماعة بعدد من الأسماء كان من آخرها أمة الإسلام في الغرب The nation of islam in the west.